# Tanzschule Kummer
 (juin 2021).
La Tanzschule Kummer est une ancienne école de danse autrichienne située à Graz, capitale de la Styrie.

## Histoire
Depuis 1947, le professeur de danse Julius Kummer donnait des cours de danse sociale dans différents endroits de Styrie. En 1950, il fonde avec sa femme Erika sa propre école de danse dans la Schweizerhaus du Hilmteich, qui deviendra la plus grande école de danse d'Autriche après plusieurs rénovations en 1962.
En 1972, après une nouvelle extension, la première discothèque (le Beatkeller) est ouverte au sein de l'école de danse. Après la mort de Julius Kummer en 1976, son fils Edgar et sa veuve reprennent la gestion. Erika Kummer se fait connaître par des variations innovantes de la polonaise. En 1984, elle est la première femme à diriger la polonaise au bal de l'opéra de Vienne.
En 1995, elle transmet les rênes à sa fille Daniela Kummer. En juin 1999, son équipe remporte avec sa chorégraphie The Dirty Boogie la finale mondiale de Dance of the Year à Blackpool, en Angleterre.
Une nouvelle extension des locaux a lieu en 2006, de sorte que des concerts live et des festivals y sont également organisés. En 2009, la famille Kummer s'occupe de l'ouverture du bal de l'opéra de Vienne,. La chorégraphie Die Blumen des Lebens de Daniela Kummer est la première ouverture du bal de l'opéra en mains féminines. L'école de danse ferme ses portes en 2011.